# Kampionati Kombëtar i Futbollit për Femra
De Kampionati Kombëtar i Futbollit për Femra (Albanees: Nationaal voetbalkampioenschap voor vrouwen) is sinds 2009 de hoogste voetbaldivisie die door de Albanese voetbalbond voor vrouwen wordt georganiseerd. De competitie telt momenteel tien clubs.

## Verloop
De ploegen spelen twee keer tegen elke tegenstander: één keer thuis, één keer uit. De club die als eerste eindigt, plaatst zich voor de UEFA Women's Champions League. Een degradatieregeling is er niet.
In het seizoen 2016-17 speelden de volgende ploegen in de hoogste klasse:
| Club                       | Plaats  | Titels | 2015-16 |
| -------------------------- | ------- | ------ | ------- |
| Albanian Ajax School Femra | Shkodër | 0      | 9e      |
| Apolonia Fier Femra        | Fier    | 0      | 3e      |
| FC Dajti Femra             | Tirana  | 0      | 10e     |
| Juban Danja                | Shkodër | 0      | 7e      |
| FC Kinostudio              | Tirana  | 0      | 2e      |
| Skënderbeu Femra           | Korçë   | 0      | 6e      |
| Teuta Dürres Femra         | Durrës  | 0      | 8e      |
| The Door Femra             | Shkodër | 0      | 5e      |
| Tirana AS Femra            | Tirana  | 1      | 4e      |
| Vllaznia Shkodër           | Shkodër | 6      | 1e      |

## Geschiedenis
Hoewel voetbal al lang een populaire sport is in Albanië, is het maar een recente ontwikkeling dat ook vrouwen er voetballen. Pas in 2007 werd in Sarandë het eerste onofficiële tornooi gehouden, nog eens twee jaar later won Tirana AS de eerste en zijn enige titel. Sindsdien was Vllaznia Shkodër elk jaar succesvol, de eerste drie keer nog wel onder de naam Ada Velipojë.

## Landskampioenen
2009: Tirana AS Femra 

2010-11: KF Ada Velipojë 
 
2011-12: KF Ada Velipojë (2) 
 
2012-13: KF Ada Velipojë (3)
 
2013–14: Vllaznia Shkodër (4) 

2014–15: Vllaznia Shkodër (5) 

2015–16: Vllaznia Shkodër (6) 

2016–17: Vllaznia Shkodër (7)

### Landstitels per club
Het volgend overzicht toont het aantal landstitels per club (tot en met seizoen 2015/16)
| Club             | Titels | Laatste titel |
| ---------------- | ------ | ------------- |
| Vllaznia Shkodër | 7      | 2017          |
| Tirana AS        | 1      | 2009          |

Albanese voetbalbond · Albanees voetbalelftal (mannen) · Albanees voetbalelftal (vrouwen)
Mannen
Kategoria Superiore · Kategoria e Parë · Kategoria e Dytë · Kategoria e Tretë · Albanese amateurdivisies
Albanese voetbalbeker · Supercup
 Vrouwen
Kampionati Kombëtar i Futbollit për Femra